# Марракеш-Тенсифт-Эль-Ауз
Марракеш-Тенсифт-Эль-Ауз (араб. مراكش تانسيفت حاوز‎) — до 2015 года одна из шестнадцати областей Марокко. Преобразована в новую область Марракеш — Сафи путём присоединения к прежним провинций бывшей области Дуккала-Абда.
Территория 31 160 км², население 3 102 652 чел. (перепись 2004). Административный центр — город Марракеш.
Крупные города — Таманар.
Область состояла из центральной префектуры Марракеша и 5 провинций:
- Префектура Марракеш
- Провинция Эль-Хауз
- Провинция Шишауа
- Провинция Эль-Келаа-де-Срагна
- Провинция Эс-Сувейра
- Провинция Рехамна.